# Lusigny-sur-Barse
Lusigny-sur-Barse ist eine französische Gemeinde mit 2265 Einwohnern (Stand 1. Januar 2022) im Département Aube in der Region Grand Est; sie gehört zum Arrondissement  Troyes und zum Kanton Vendeuvre-sur-Barse.

## Geografie
Lusigny-sur-Barse liegt 15 Kilometer südöstlich von Troyes. Östlich beginnt der künstliche See Lac d’Orient mitsamt Kanal. Die Gemeinde hatte einen Bahnhof an der Bahnstrecke Paris–Mulhouse.

## Sehenswürdigkeiten
- Zisterzienser-Abtei Notre-Dame de Larivour (auch Larrivour, La Rivour oder l’Arivour), 1791 aufgehoben

## Persönlichkeiten
- Charles Eugène Delaunay (* 9. April 1816 in Lusigny-sur-Barse; † 5. August 1872 bei Cherbourg), französischer Mathematiker und Astronom.

## Bevölkerungsentwicklung
| Jahr      | 1962 | 1968 | 1975 | 1982 | 1990 | 1999 | 2008 | 2016 |
| Einwohner | 1009 | 1012 | 990  | 1073 | 1281 | 1449 | 1699 | 2131 |